# Bejrut
Bejrut (arab. ‏بيروت‎, Bayrūt, stgr. Βηρυτός) – stolica i największe miasto Libanu, leżące w środkowej części kraju. Liczy 2 060 363 mieszkańców (2012), większość pochodzenia arabskiego. Dawniej miasto było nazywane: Birutu, Berytos. Znajduje się w nim wiele zabytków i dobytku historycznego kraju.
Bejrut stanowi siedzibę libańskiego rządu i odgrywa kluczową rolę w gospodarce kraju, ponieważ w śródmieściu, a także bliskich centrum dzielnicach Hamra, Verdun i Aszrafijja znajdują się siedziby głównych przedsiębiorstw i banków. Miasto jest również ważnym ośrodkiem życia kulturalnego. Po zniszczeniach spowodowanych konfliktami zbrojnymi w Bejrucie prowadzone są ożywione prace renowacyjne zarówno w historycznym śródmieściu, jak i w dzielnicach turystycznych i handlowych. Przywrócono do życia marinę, liczne kluby i lokale nocne, co jak dawniej przyciąga turystów.

## Historia
Nazwę Bêrūt („Źródła”) nadali miastu Fenicjanie, ale jego historia sięga ponad 5000 lat. Wykopaliska w centrum Bejrutu ukazały warstwy osadnictwa fenickiego, hellenistycznego, rzymskiego, arabskiego i osmańskiego. Pierwsza pisemna wzmianka sporządzona pismem klinowym pochodzi ze zbioru korespondencji XIV wieku p.n.e. (tzw. Listy z Amarna) i informuje, że Ammunira z Biruty (Bejrut) przesłał 3 listy faraonowi Egiptu. Biruta jest również wymieniana w listach Rib-Haddy z Byblos. Najstarsza osada znajdowała się na wyspie w nurcie rzeki, ale jedno z koryt z upływem czasu uległo zamuleniu.

### Okres hellenistyczno-rzymski
W czasach hellenistycznych i rzymskich miasto było znane jako Berytus. W roku 140 p.n.e. miasto zostało zdobyte i zburzone przez Diodotusa Tryfona w czasie walk z Antiochem VII o tron monarchii Seleucydów. Bejrut został wkrótce odbudowany na regularnym planie hellenistycznym i nazwany Laodycea Fenicka (Λαοδίκεια ἡ ἐν Φοινίκῃ) lub też Laodycea Kananejska, jako miasto założone przez Seleucydów (Laodice). Dzisiejsze miasto wyrosło na gruzach starożytnych, ale do zakończenia wojny domowej w roku 1991 prace archeologiczne były prawie niemożliwe do prowadzenia. Obecnie znaczne obszary zdewastowanego wojną miasta otwarło się przed archeologami. W roku 1994 wykopaliska ukazały, że jedna z dzisiejszych ulic śródmieścia, Souk Tawile, przebiega tak samo jak w latach hellenistyczno-rzymskich.
W połowie I wieku monety bite w Berytus wyobrażały głowę Tyche, bogini dostatku; a na rewersie antyczny herb miasta – delfin oplatający kotwicę. Pod panowaniem rzymskim miasto rozbudowali Herod Agryppa I i jego syn Herod Agryppa II – w tym czasie zbudowano m.in. forum, hipodrom i amfiteatr mogący pomieścić walkę 1400 gladiatorów. W tym czasie osiedlano w nim weteranów dwóch legionów – V Macedońskiego i III Galijskiego. Bejrut, nazwany odtąd Colonia Iulia Augusta Felix Berytus, ulegał szybkiej romanizacji i rozbudowie. Wkrótce stał się ważnym ośrodkiem fenickiego wybrzeża imperium. Powszechnie znana była bejrucka szkoła prawnicza, odnowiona i rozbudowana w 425 przez cesarza Teodozjusza II. Dwaj znakomici juryści rzymscy, Papinian i Ulpian Domicjusz, pochodzili z Fenicji i wykładali prawo w czasach Sewerów. Gdy w VI wieku cesarz Justynian zaczynał tworzyć swój Kodeks, większość przepisów wzięta została z prac tych dwóch jurystów. Justynian zreorganizował szkołę bejrucką, czyniąc z niej jedną z trzech oficjalnych szkół prawa imperium (533). Kilkanaście lat później, na skutek wielkiego trzęsienia ziemi (551), instytucja przeniesiona została do Sydonu. W samym Bejrucie zginęło wówczas 30 000 ludzi, a na całym wybrzeżu fenickim ponad 250 000.

### Od Arabów po Imperium Osmańskie

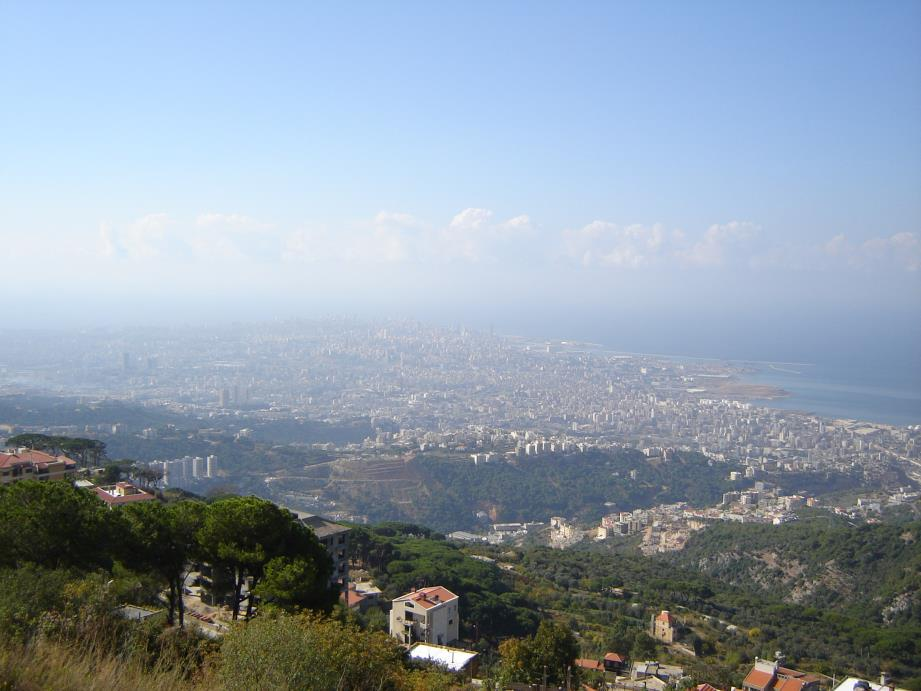
Widok na Bejrut z Gór Libanu

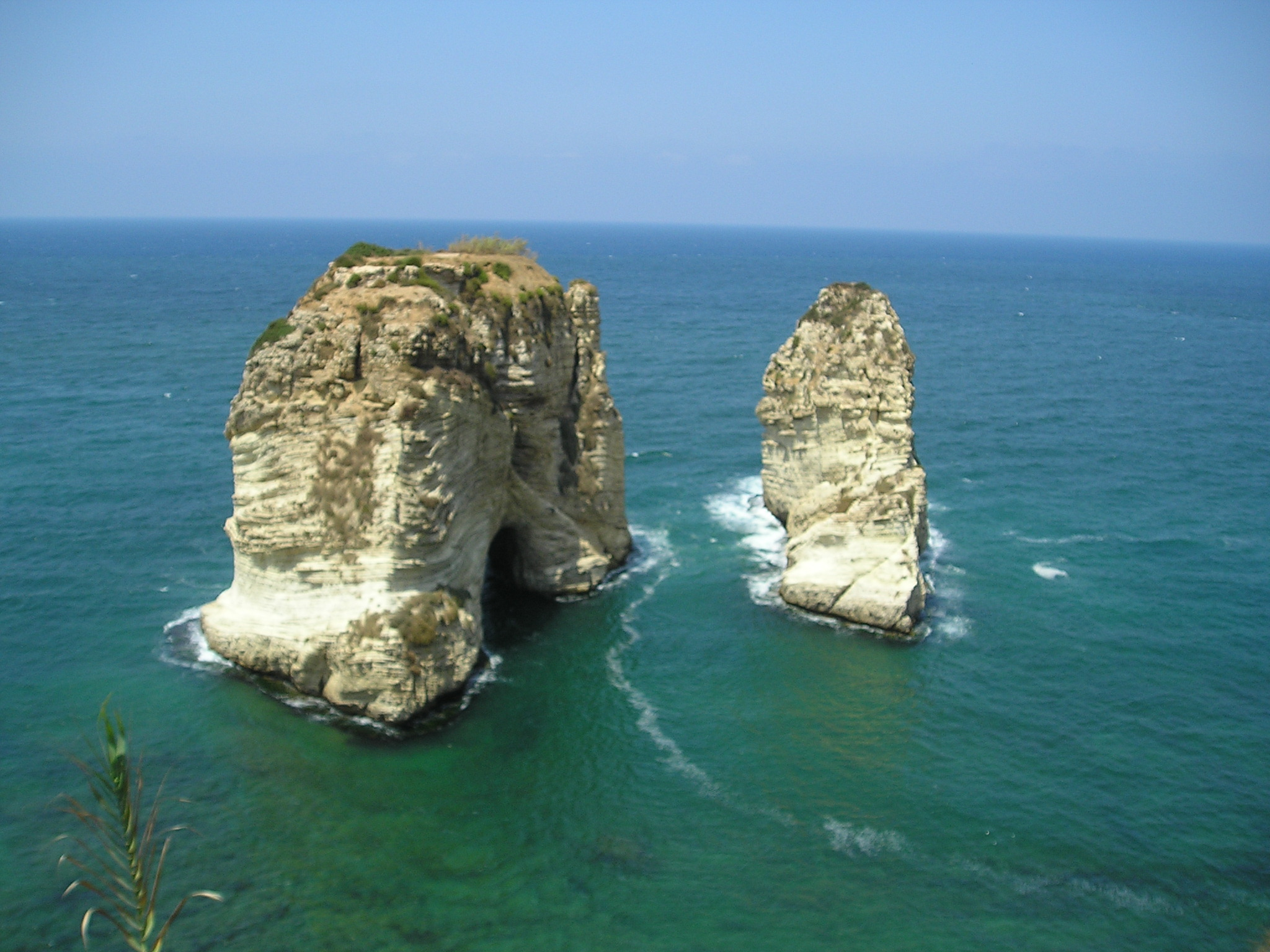
Gołębia Skała (Raouché)

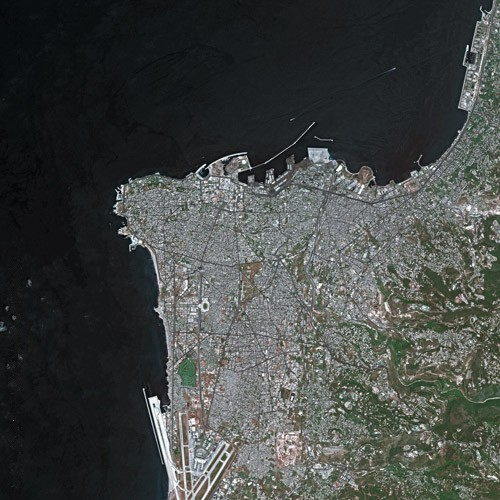
Bejrut – zdjęcie satelitarne

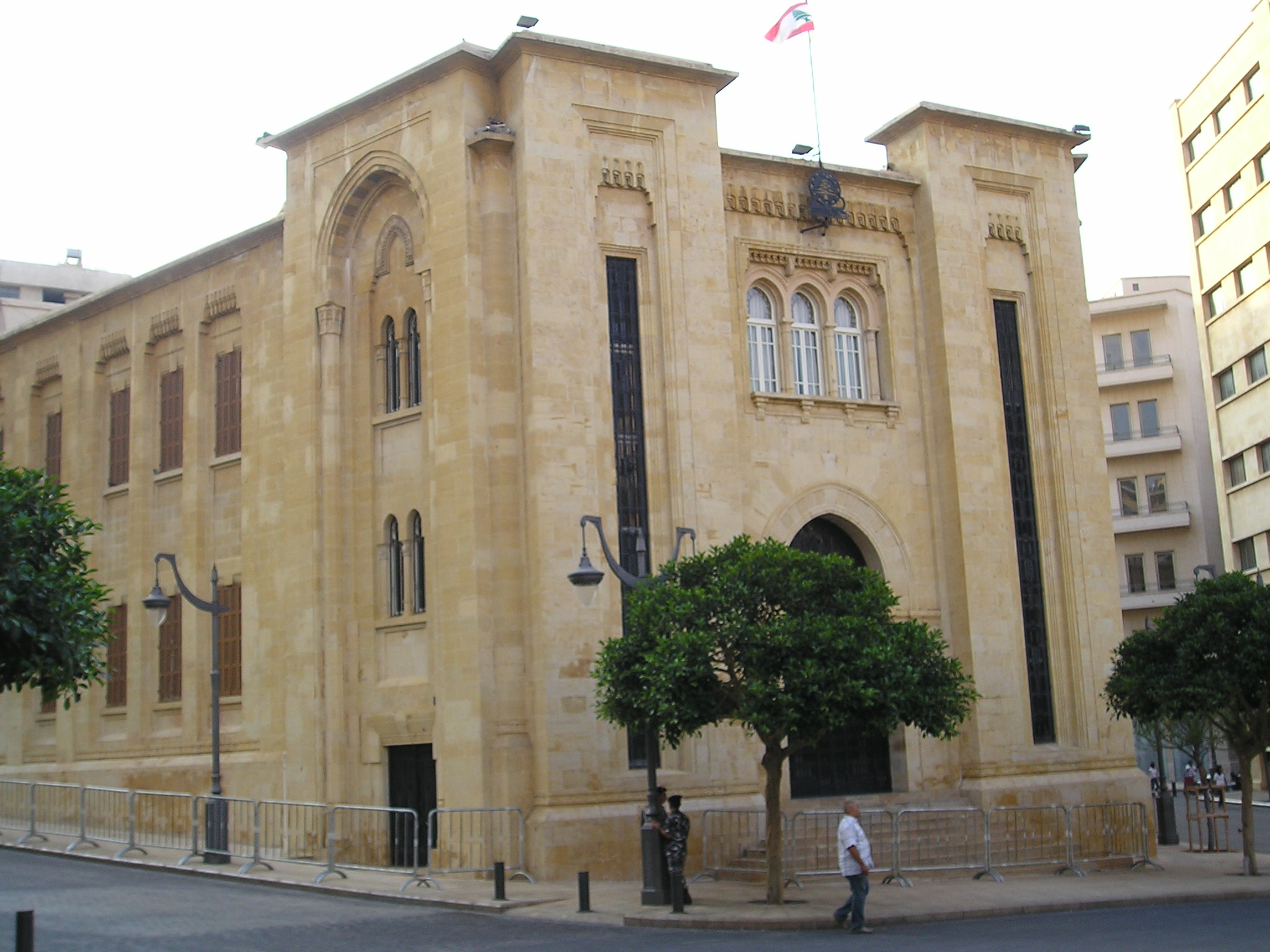
Libański parlament

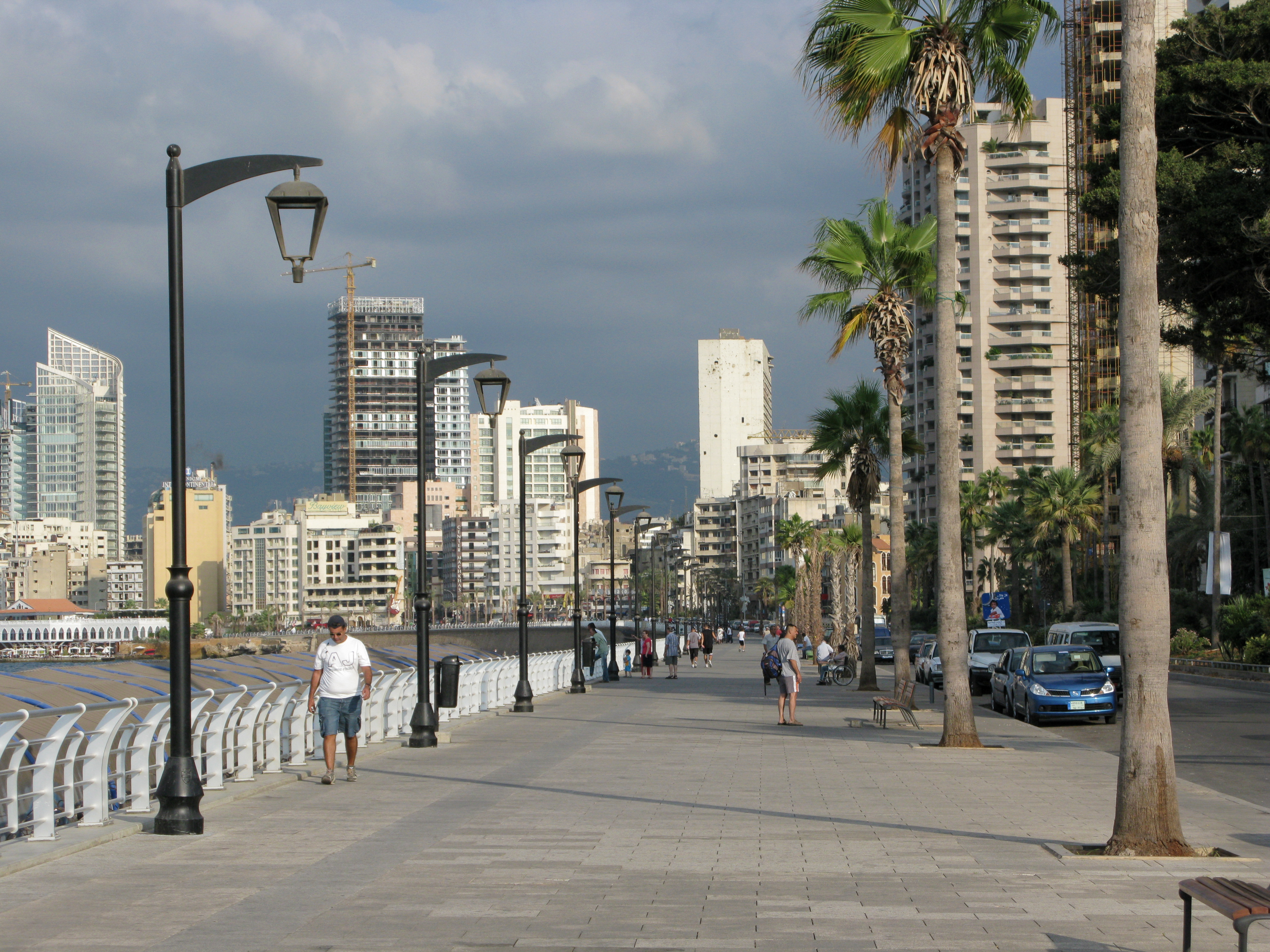
Bulwar nadmorski

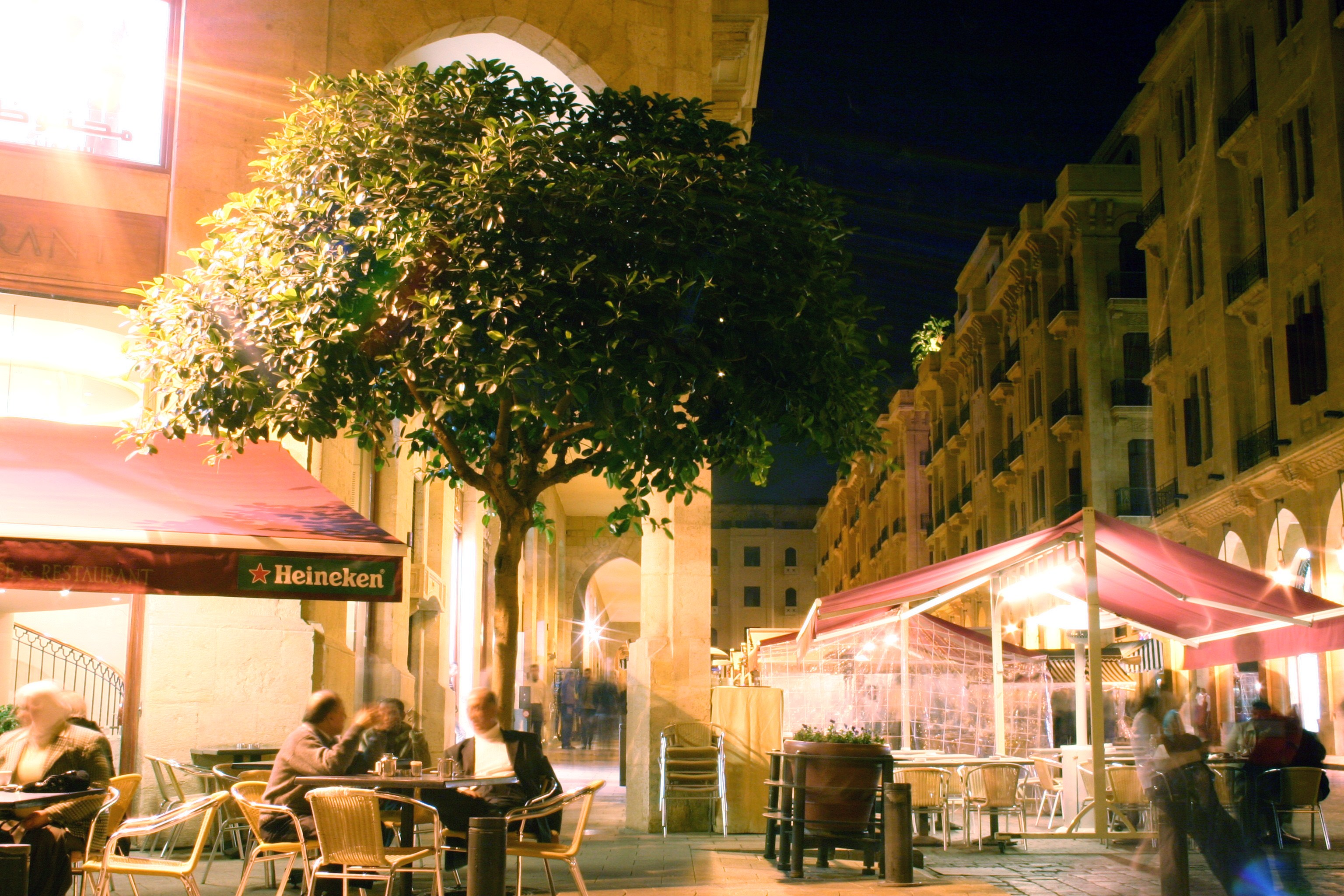
Śródmieście Bejrutu nocą

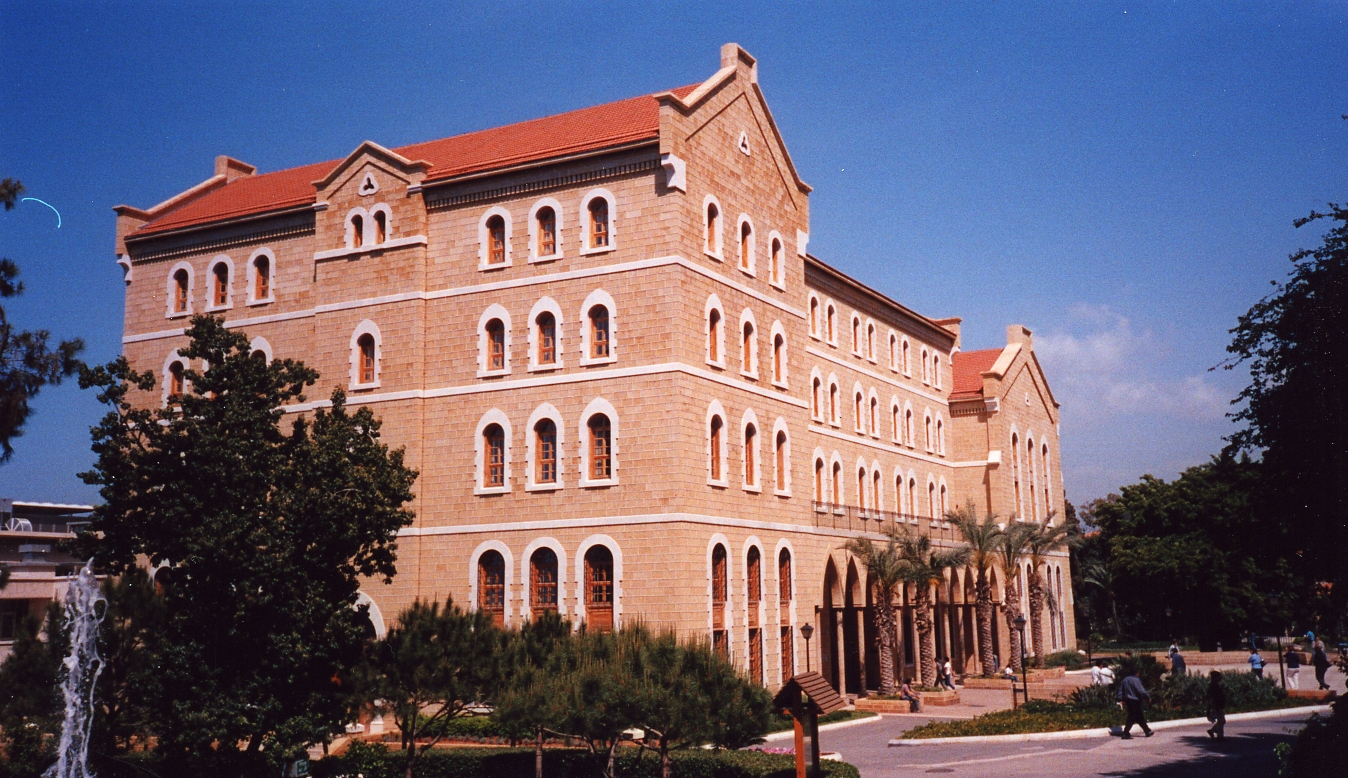
Amerykański Uniwersytet w Bejrucie

Bejrut dostał się pod panowanie Arabów w roku 635.
W średniowieczu, jako centrum handlowe we wschodniej części Śródziemnomorza, Bejrut przyćmiła Akka. W latach 1110–1291 miasto znajdowało się pod panowaniem krzyżowców. W okresie późniejszym, niezależnie od tego kto nominalnie władał krajem, Turcy czy Mamelucy, Bejrut był rządzony przez lokalnych druzyjskich emirów. Jeden z nich, Fachr ad-Din II, ufortyfikował miasto w początkach XVII wieku i ogłosił niezależność, ale Turcy w roku 1763 zajęli je ponownie. Po krótkim okresie względnego dobrobytu wybuchło powstanie przeciwko Turkom. Na jego czele stali paszowie Akki Jezzar i Abdullah. W okresie zamętu i ogólnego upadku Bejrut spadł do roli niewielkiego miasteczka (około 10 000 ludności), o panowanie nad którym walczyli Druzowie, Turcy i władcy Akki.

Panorama miasta z drugiej połowy XIX w.

### Nowożytność
Kiedy w roku 1832 Ibrahim Pasza zdobył Akkę, Bejrut zaczął powoli odżywać. W 1888 został stolicą wilajetu syryjskiego, w skład którego wchodziły sandżaki Latakia, Trypolis, Beirut, Akka i Dolina Bekaa. Bejrut stał się bardzo kosmopolitycznym miastem, blisko powiązanym z Europą i Ameryką. Miasto było też wielkim ośrodkiem działalności misjonarzy, ale przejściom na chrystianizm skutecznie zapobiegła masakra chrześcijan w 1860 r. (co było pretekstem do późniejszej europejskiej interwencji). Misjonarze stworzyli natomiast imponujący system szkolny, w tym m.in. Syrian Protestant College, założony przez amerykańskich misjonarzy i następnie przekształcony w American University of Beirut (AUB). Także dzięki temu miasto stało się intelektualnym centrum XIX-wiecznego świata arabskiego.
Wodociągi miejskie zbudowała firma brytyjska, gaz doprowadziła francuska, a miasto bogaciło się na sprzedaży jedwabiu, produkowanemu dzięki gajom morwowym powstałym na pobliskich stokach Gór Libanu. Gdy francuscy inżynierowie zbudowali w roku 1894 nowoczesny port połączony linią kolejową z Damaszkiem, a w 1907 r. z Aleppo, większość handlu morskiego przejęły statki francuskie z Marsylii i wkrótce wpływy francuskie w regionie stały się silniejsze niż czyjekolwiek. W roku 1911 Encyclopædia Britannica podawała, że na mieszaną społeczność miasta składają się muzułmanie – 36 tys.; chrześcijanie – 77 tys.; Żydzi – 2500; Druzowie – 400; obcokrajowcy – 4100. Po upadku Imperium Osmańskiego w wyniku I wojny światowej, Bejrut, a wraz z nim cały Liban, znalazł się w granicach Francuskiego Obszaru Powierniczego.

### Współczesność
Liban otrzymał pełną niepodległość w roku 1943 a Bejrut został jego stolicą. Nadal był intelektualną stolicą Świata Arabskiego oraz głównym handlowym i turystycznym ośrodkiem Lewantu. Załamanie nastąpiło, gdy w roku 1975 wybuchła krwawa wojna domowa. W czasie trwania konfliktu miasto było podzielone na większą muzułmańską, zachodnią część i część chrześcijańską. Śródmieście, dotąd centrum finansowe i kulturalne, zmieniło się w ziemię niczyją. Wielu mieszkańców ratowało się ucieczką za granicę. Interwencja francusko-amerykańska w roku 1983 zakończyła się fiaskiem. W jej trakcie wojska interweniujące poniosły ciężkie straty, m.in. po tym jak w samobójczych zamachach zniszczone zostały budynki w których skoszarowani byli żołnierze francuscy i amerykańscy marines. W tylko tych dwóch aktach terroru zginęło 59 Francuzów i 241 żołnierzy USMC.
Gdy w końcu w roku 1990 wojna się skończyła, ludność przystąpiła do odbudowy Bejrutu i do chwili wybuchu konfliktu izraelsko-libańskiego roku 2006 miasto bliskie było odzyskania swej dawnej pozycji jako ośrodka kulturalnego, jakkolwiek straciło bezpowrotnie wiodącą pozycję w turystyce na rzecz Dubaju i Cypru. Rekonstrukcja śródmieścia prowadzona była głównie przez Solidere, firmę deweloperską założoną w roku 1994 przez premiera Rafika al-Haririego. Bejrut jest miastem rodzinnym kreatora mody Elie Saaba, jubilera Roberta Moawad, i kilku popularnych stacji telewizyjnych, jak LBC, Future TV, New TV i inne. Miasto było gospodarzem Klubowych Mistrzostw Azji w Koszykówce i Azjatyckich Mistrzostw Piłki Nożnej. Bejrut gościł również 8-krotnie konkursy Miss Europe: 1960–1964, 1999, 2001–2002.
Podczas konfliktu z Izraelem w 2006 roku, miasto było jednym z celów wielu bombardowań, w związku z czym w dużej mierze zostało zniszczone. 7 maja zachodnią część Bejrutu opanował Hezbollah.
4 sierpnia 2020 w bejruckim porcie doszło do potężnego wybuchu saletry amonowej, składowanej w nadbrzeżnych magazynach po zarekwirowaniu przez celników sześć lat wcześniej z zatrzymanego w porcie statku. Bezpośrednią przyczyną wypadku było zaprószenie ognia w trakcie prac konserwacyjnych. W następstwie eksplozji uszkodzeniu uległa w różnym stopniu zabudowa ponad połowy miasta, rannych zostało około 7 tys. osób, w tym blisko 200 śmiertelnie.

## Geografia
Bejrut jest położony na półwyspie nad brzegiem Morza Śródziemnego, około 94 km na północ od granicy Libanu i Izraela. Miasto z trzech stron otaczają Góry Libanu, co wymusza zasięg zabudowy ograniczonej wierzchołkami Al-Ashrafieh i Al-Musaytibah. Gubernatorstwo Bejrutu obejmuje swym zasięgiem 18 km² powierzchni, podczas gdy obszar metropolii sięga 67 km². Wybrzeże morskie na obszarze miasta jest zróżnicowane; obok piaszczystych plaż znajdują się skaliste i urwiste brzegi.

### Klimat
Bejrut leży w strefie klimatu śródziemnomorskiego charakteryzującego się gorącym latem oraz łagodną i deszczową zimą. Najgorętszymi miesiącami roku są lipiec i sierpień, ze średnią temperaturą 30 °C w ciągu dnia, zaś najchłodniejszymi miesiącami są styczeń i luty, kiedy to dzienne temperatury wynoszą 17 °C. Najchłodniejsza pora roku – od listopada do marca – stanowi porę deszczową. Średni opad roczny wynosi 418 milimetrów.
| Miesiąc                                                                  | Sty  | Lut  | Mar  | Kwi  | Maj  | Cze  | Lip  | Sie  | Wrz  | Paź  | Lis  | Gru  | Roczna |
| ------------------------------------------------------------------------ | ---- | ---- | ---- | ---- | ---- | ---- | ---- | ---- | ---- | ---- | ---- | ---- | ------ |
| Średnie temperatury w dzień [°C]                                         | 17.2 | 17.6 | 19.6 | 22.5 | 25.0 | 27.8 | 29.8 | 30.5 | 29.5 | 27.3 | 23.3 | 19.2 | 24,1   |
| Średnie dobowe temperatury [°C]                                          | 13.3 | 13.9 | 15.7 | 18.4 | 21.2 | 24.5 | 26.8 | 27.4 | 26.3 | 23.6 | 19.2 | 15.4 | 20,5   |
| Średnie temperatury w nocy [°C]                                          | 10.4 | 10.4 | 11.9 | 14.3 | 17.3 | 20.8 | 23.3 | 24.1 | 22.9 | 19.9 | 15.6 | 12.1 | 16,9   |
| Opady [mm]                                                               | 89.7 | 67.1 | 50.7 | 24.1 | 10.2 | 2.0  | 0.5  | 3.1  | 4.9  | 24.2 | 58.6 | 83.2 | 418,4  |
| Średnia liczba dni z opadami                                             | 8.6  | 7.6  | 6.2  | 3.3  | 1.0  | 0.2  | 0.1  | 0.1  | 0.6  | 2.8  | 4.7  | 7.1  | 42,3   |
| Źródło: climatebase (liczba dni z opadami dla wartości co najmniej 1 mm) |      |      |      |      |      |      |      |      |      |      |      |      |        |

### Dzielnice
Bejrut dzieli się na dwanaście dzielnic: Al-Aszrafijja, Beshoura, Dar el Mreyseh, Marfa’, Mazra’a, Mdawar, Mina El Hosson, Msaytbeh, Ras Beirut, Rmeil, Saifi i Zkak El Blat. Znajdują się tu także cztery spośród dwunastu oficjalnie uznawanych obozów uchodźców palestyńskich w Libanie: Burj el-Barajneh, Dbayeh, Mar Elias, i Szatila. Spośród piętnastu niezarejestrowanych obozów w Bejrucie znajduje się, przylegający do Szatili, obóz Sabra.

## Władze
Jako stolica, Bejrut jest siedzibą parlamentu libańskiego i rządu ze wszystkimi ministerstwami, ośrodków administracji publicznej, ambasad i konsulatów.
Jest jednocześnie siedzibą jednego z sześciu mohafazatów (guberni); pozostałe to Bekaa (Al-Bika), Liban Północny (Asz-Szamal), Liban Południowy (Al-Dżanub), Góry Libanu (Dżabal Lubnan) i Nabatija.
|    | Nazwisko           | Od   | Do   |
| -- | ------------------ | ---- | ---- |
| 1  | Kamel Abbas Hamieh | 1936 | 1941 |
| 2  | Nicolas Rizk       | 1946 | 1952 |
| 3  | George Assi        | 1952 | 1956 |
| 4  | Bachour Haddad     | 1956 | 1958 |
| 5  | Philip Boulos      | 1959 | 1960 |
| 6  | Emile Yanni        | 1960 | 1967 |
| 7  | Chafik Abou Haydar | 1967 | 1977 |
| 8  | Mitri El Nammar    | 1977 | 1987 |
| 9  | George Smaha       | 1987 | 1991 |
| 10 | Nayef Al Maaloof   | 1992 | 1995 |
| 11 | Nicolas Saba       | 1995 | 1999 |
| 12 | Yaacoub Sarraf     | 1999 | 2005 |
| 13 | Nassif Kaloosh     | 2005 |      |

## Ludność
Szacunkowe dane co do liczebności ludności Bejrutu sięgają od 938 940 osób poprzez 1 574 379 aż po 2 012 000 mieszkańców, jeśli pod uwagę weźmiemy aglomerację bejrucką (Wielki Bejrut, arab.: بيروت الكبرى, fr.: Grand Beyrouth). Brak dokładnych danych wynika z tego, że w Libanie nie przeprowadzano spisu powszechnego od roku 1932, jak również z migracji wywołanych przez ciągłe konflikty zbrojne na terytorium kraju.

### Religia
Bejrut jest jednym z najbardziej zróżnicowanych pod względem religijnym miast Bliskiego Wschodu, przy czym chrześcijanie i muzułmanie mają wpływy największe. Miasto zamieszkuje największa liczba chrześcijan spośród wszystkich stolic świata arabskiego. Główne ugrupowania to wśród muzułmanów: szyici, sunnici i druzowie; wśród chrześcijan maronici, prawosławni obrządków greckiego i ormiańskiego, grekokatolicy, katolicy ormiańscy i protestanci. Sprawy rodzinne, jak śluby, rozwody, czy dziedziczenie, znajdują się w rękach władz kościelnych poszczególnych kościołów, które konsekwentnie odrzucają wezwania do wprowadzenia urzędów stanu cywilnego, ale śluby cywilne zawarte poza granicami kraju są przez władze uznawane. Jeszcze kilkadziesiąt lat temu Bejrut był siedzibą sporej gminy żydowskiej zamieszkującej dzielnicę Wadi Abu Jamil.

## Transport
Siedem kilometrów na południe znajduje się jedyne cywilne lotnisko w Libanie – Port lotniczy Bejrut, obsługujący połączenia międzynarodowe.
Bejrut jest jednym z większych portów morskich na Morzu Śródziemnym.
Jest także ważnym węzłem drogowym kraju, zaczynają się tu autostrady:
- Bejrut – Trypolis
- Bejrut – Kfar Badde
- Bejrut – Sofar

## Miasta partnerskie
Paryż, Francja
 Erywań, Armenia
 Los Angeles, USA
 Vitória, Brazylia
 São Paulo
 Rio de Janeiro
 Buenos Aires, Argentyna
 Montreal, Kanada
 Nikozja, Cypr
 Kair, Egipt
 Ateny, Grecja
 Rzym, Włochy
 Stambuł, Turcja
 Damaszek, Syria
 Jerozolima, Izrael
 Dubaj, ZEA
 Isfahan, Iran